# Haysville (Kansas)
Haysville – miasto w Stanach Zjednoczonych, w stanie Kansas, w hrabstwie Sedgwick.